# Люся Чеботіна
Люся Чеботіна (26 квітня 1997 , Петропавловськ-Камчатський ) — російська співачка, педагог з вокалу.

## Біографія
Людмила Чеботіна народилася в Петропавловську-Камчатському 26 квітня. Живе в Москві.
Професійно навчалася вокалу, а також сама його викладає. (Згідно з профілем співачки на сайті телеканалу «Музика Першого», вона « закінчила державний музичний коледж естрадного та джазового мистецтва, має диплом педагога з естрадно-джазового вокалу».)
У 18-річному віці (у 2015 році) дійшла до фіналу української версії телешоу «Голос» («Голос країни»), де була у команді Святослава Вакарчука. Крім того, брала участь в Індійському телевізійному конкурсі Dil Hai Hindustani, в якому виконують пісні з боллівудських фільмів. Брала участь у проекті «Головна сцена» на телеканалі «Росія-1». Була визнана найстильнішою учасницею конкурсу «Нова хвиля 2017».
При цьому, згідно біографії співачки, цитованої Олексієм Мажаєвим у своїй рецензії на її дебютний альбом, «популярність [до Люсі Чеботіної] прийшла абсолютно несподівано. Одного вечора дівчина виклала в Instagram кавер-версію пісні, а прокинувшись вранці, виявила, що число її передплатників різко зросло».
У 2017—2018 роках працювала з DONI (дуети «Сон» і «Рандеву»), з композитором і поетом-пісняром Андрієм Резніковим (дует «Давайте згадаємо всіх», у жовтні 2018 року пісня «Два выстрела») і з Luxor'ом («No Cry»).
У лютому 2019 року представила публіці власну пісню «Очарована тобой» (продюсер DJ Daveed). 3 липня на Ютюб був викладений кліп на неї. Згідно з описом, він «був знятий в рамках проекту VBATTLE за один день з бюджетом 100 [доларів]». Станом на початок 2020 року кліп зібрав кілька сот тисяч переглядів.
Трохи раніше, наприкінці червня, вийшла пісня «Будь смелей», записана в дуеті з ЮрКиссом.
11 жовтня 2019 року у Люсі Чеботіної вийшов перший альбом, озаглавлений «Безлимитная любовь». 14 листопада того ж року в московському клубі «Москва» співачка дала свій перший в кар'єрі сольний концерт.
У червні 2020 року представила пісню «Унисон», заспівану дуетом з Дмитром Маліковим. Запис робився «в режимі самоізоляції».

## Дискографія

### Альбом
| Назва                | Інформація                                                                            |
| -------------------- | ------------------------------------------------------------------------------------- |
| «Безлимитная любовь» | - Дата виходу: 11 жовтня 2019 - Лейбл: Zhara Music - Формат: цифрова дистрибуція      |
| «The End»            | - Дата виходу: 29 жовтня 2021 - Лейбл: RockFam - Формат: цифрова дистрибуція          |
| «Первая леди»        | - Дата виходу: 3 листопада 2023 - Лейбл: Rocket Records - Формат: цифрова дистрибуція |

### Сингли
- 2016 — «Халява»
- 2016 — «Breathe» (feat. Олександр Фоменкоф)
- 2017 — «Пина колада» — № 951 TopHit Top Radio & YouTube Hits
- 2017 — «Забудем» (feat. Haart)
- 2017 — «Где ты» (feat. DJ Daveed)
- 2017 — «Ты просто сво»
- 2017 — «Сон» (feat. Doni)
- 2018 — «Соблазн»
- 2018 — «Стать свободной» (feat. Yan Space)
- 2018 — «Давайте вспомним всех» (feat. Андрей Резников)
- 2018 — «Мимоза»
- 2018 — «No Cry» (feat. Luxor)
- 2018 — «Лето — жара» (feat. Стас Море)
- 2018 — «Рандеву» (feat. Doni)
- 2018 — «Плохая девочка»
- 2018 — «Забери меня домой»
- 2018 — «Два выстрела» — № 95 TopHit Top Radio & YouTube Hits, № 97 TopHit Top Radio Hits
- 2018 — «Ночью и днём»
- 2019 — «Очарована тобой»
- 2019 — «Заморочила»
- 2019 — «Фак-Ю» (feat. Клава Кока)
- 2019 — «Balzam» (feat. Dan Balan)
- 2019 — «Всё не то» (feat. ЮрКисс)
- 2019 — «Будь смелей» (feat. ЮрКисс) — № 93 TopHit Top Radio & YouTube Hits, № 98 TopHit Top Radio Hits[19]
- 2019 — «Испорть мне ночь» (feat. Haart)
- 2019 — «Безлимитная любовь»
- 2019 — «Мама знает»
- 2020 — «Дисконнект» (feat. Bahh Tee)
- 2020 — «Деньги»
- 2020 — «Coming Out»
- 2020 — «Унисон» (feat. Дмитро Маліков)
- 2020 — «Смело»
- 2020 — «Мама, как быть?»
- 2020 — «Soulmate»
- 2020 — «Не лай»
- 2020 — «Письмо санте»
- 2021 — «Oh-oh»
- 2021 — «Забываю» (feat. Микита Кiоссе)
- 2021 — «Дон»
- 2021 — «Небо» (feat. Аніта Цой)
- 2021 — «Маме»
- 2021 — «ПоSOSёмся» (feat. Yakimo & DJ Daveed)
- 2021 — «Хьюстон»
- 2021 — «Your Love» (feat. Arut & Haart)
- 2021 — «Trend»
- 2021 — «Солнце Монако»
- 2021 — «Запомни»
- 2021 — «Письмо санте 2»
- 2022 — «Аэроэкспрэсс»
- 2022 — «Главная причина» (OST: «Хочу замуж»)
- 2022 — «Триггер»
- 2022 — «June Song»
- 2022 — «Солнце Монако (Tha Remix)» (feat. blago white & MAYOT)
- 2022 — «Плакал Голливуд»
- 2022 — «Секрет на двоих» (feat. Дiма Бiлан)
- 2022 — «Звучишь во мне» (feat. ЮрКисс)
- 2022 — «Синий Ветер — Белый Лён» (feat. Iгор Ніколаєв)
- 2023 — «Моё»
- 2023 — «Лучшая подруга»
- 2023 — «Королева» (feat. Фiлiп Кiркоров)
- 2023 — «Целуй меня»
- 2023 — «Абьюз»
- 2023 — «Псевдомодели»
- 2023 — «Мастер сатиры»
- 2023 — «Одиночество моё» (feat. X-Date)
- 2024 — «Командир»
- 2024 — «За бывшего»

#### Участь в альбомах інших виконавців
- 2019 — «Океан» — Luxor (альбом One)
- 2019 — «Амнезия» — DJ Smash (альбом Viva Amnesia)
- 2021 — «Balzam» — Dan Balan (альбом Freedom, Pt. 2)
- 2022 — «Спасибо» — Doni (альбом Come Back)
- 2023 — «Императрица» (OST «Императрицы»), (Iрина Аллегрова — «Императрицы» cover)

## Відеографія
| Року | Кліп                                          | Режисер                       | Альбом                                         |
| ---- | --------------------------------------------- | ----------------------------- | ---------------------------------------------- |
| 2017 | Сон (feat. Doni)                              | немає даних                   | без альбому                                    |
| 2018 | Ты просто сво…                                | немає даних                   | без альбому                                    |
| 2018 | Давайте вспомним всех (feat. Андрій Резников) | немає даних                   | без альбому                                    |
| 2018 | Рандеву (feat. Doni)                          | Рустам Романов                | без альбому                                    |
| 2018 | No Cry (feat. Luxor)                          | Дарина Тогмітова              | без альбому                                    |
| 2019 | Два выстрела                                  | немає даних                   | без альбому                                    |
| 2019 | Balzam (feat. Dan Balan)                      | Сергій Солодкий               | Freedom, Pt. 2 (альбом Dan Balan'а)            |
| 2019 | Амнезия (feat. DJ Smash)                      | Андрій Ширман і Денис Сєріков | Viva Amnesia (альбом DJ Smash'a)               |
| 2019 | Будь смелей (feat. ЮрКисс)                    | Павло Бойченко                | без альбому                                    |
| 2019 | Всё не то (feat. ЮрКисс)                      | немає даних                   | Безлимитная любовь                             |
| 2019 | Испорть мне ночь (feat. Haart)                | Ільяр Бурашев                 | без альбому                                    |
| 2020 | Переплёт из стали                             | немає даних                   | Безлимитная любовь                             |
| 2020 | Забери меня домой (feat. DJ Daveed)           | немає даних                   | Дневникпамяти (альбом максі-сингл DJ Daveed'a) |
| 2020 | Рохи (душа моя)                               | немає даних                   | Безлимитная любовь                             |
| 2020 | Coming Out                                    | Ільяр Бурашев                 | без альбому                                    |
| 2020 | Soulmate                                      | немає даних                   | без альбому                                    |
| 2020 | Письмо санте                                  | немає даних                   | без альбому                                    |
| 2021 | Oh-oh                                         | немає даних                   | без альбому                                    |

## Фільмографія
- 2019 — «Холоп»— дівчина в клубі
- 2022 — «Хочу замуж» — парапланеристка
- 2022 — «Честный развод 2» — член журі
- 2022 — «СамоИрония судьбы» — стюардеса в уявi Женi Лукашина
- 2023 — «Иван Васильевич меняет всё» — солiстка гурту ABBA

## Премії та номінації
| Року | Премія                   | Категорія                  | Результат | Джерела |
| ---- | ------------------------ | -------------------------- | --------- | ------- |
| 2019 | Премія RU.TV             | Інтернет-співачка          | Номінація | [ 20 ]  |
| 2019 | Successful Ladies Awards | Найкраща виконавиця        | Перемога  | [ 21 ]  |
| 2019 | #Instars-Awards          | Найкраща інтернет-співачка | Перемога  | [ 22 ]  |

## Примітка
1. 1 2  Зачем Люсе Чеботиной солнце Монако, участие в индийском шоу и интрига об отношениях с ЮрКиссом // СтарХит — Москва: Шкулёв Медиа Холдинг, 2022.
2. ↑  Люся Чеботина впервые в чарте Apple Music с альбомом The End // The Voice Mag — 2021.
3. 1 2 3  Люся Чеботина. Музыка Первого. Архів оригіналу за 27 травня 2019. Процитовано 2020-06-31.
4. 1 2  Люся Чеботина - Музыка Первого (архивная версия от 27 мая 2019 года). Архів оригіналу за 27 травня 2019. Процитовано 3 червня 2021.
5. ↑  ‎Альбом «Сон (feat. Люся Чеботина) - Single» (Doni) в Apple Music. Архів оригіналу за 1 вересня 2021. Процитовано 13 квітня 2022.
6. ↑  DONI feat. Люся Чеботина - Rendez-Vouz / Рандеву (премьера клип-вайна, 2018) - YouTube. Архів оригіналу за 3 червня 2021. Процитовано 3 червня 2021.
7. ↑  Люся Чеботина & Андрей Резников: Давайте вспомним всех - Music on Google Play.
8. ↑  ‎Альбом «Два выстрела - Single» (Люся Чеботина) в Apple Music. Архів оригіналу за 21 серпня 2021. Процитовано 13 квітня 2022.
9. ↑  Luxor - No Cry feat. Люся Чеботина - YouTube. Архів оригіналу за 3 червня 2021. Процитовано 3 червня 2021.
10. ↑  ‎Очарована тобой - Single by Люся Чеботина on Apple Music. Архів оригіналу за 4 червня 2021. Процитовано 13 квітня 2022.
11. ↑  Люся Чеботина - Очарована тобой (Prod. by DJ Daveed) by DJ Daveed. SoundCloud.
12. ↑  Люся Чеботина - Очарована тобой (Премьера клипа 2019) - YouTube. Архів оригіналу за 3 червня 2021. Процитовано 3 червня 2021.
13. ↑  ‎Будь смелей - Single by ЮрКисс & Люся Чеботина on Apple Music. Архів оригіналу за 4 червня 2021. Процитовано 13 квітня 2022.
14. ↑  Люся Чеботина выпустила дебютный альбом «Безлимитная любовь». Музолента. 2019-1012. Архів оригіналу за 3 червня 2021. Процитовано 3 червня 2021.
15. 1 2  ‎Альбом «Безлимитная любовь» (Люся Чеботина) в Apple Music. 11 жовтня 2019. Архів оригіналу за 4 червня 2021. Процитовано 202-04-29.
16. ↑  Люся Чеботина разделит со всем «Безлимитную любовь» на первом сольнике. InterMedia. 16 жовтня 2019. Архів оригіналу за 3 червня 2021. Процитовано 29 квітня 2020.
17. ↑  Дмитрий Маликов и Люся Чеботина спели в «Унисон» (Слушать). InterMedia. 5 червня 2020. Архів оригіналу за 3 червня 2021. Процитовано 202-06-05.
18. ↑  Мажаев, Алексей (28 жовтня 2019). Рецензия: Люся Чеботина - «Безлимитная любовь». InterMedia. Архів оригіналу за 3 червня 2021. Процитовано 3 червня 2021.
19. ↑  ЮрКисс & Люся Чеботина - Будь смелей(послушать музыку, посмотреть видео клип). Архів оригіналу за 15 липня 2019. Процитовано 15 липня 2019.
20. ↑  Премия RU.TV объявила номинантов. InterMedia. 26 квітня 2019. Архів оригіналу за 12 листопада 2021. Процитовано 29 квітня 2020.

9 Русская Музыкальная Премия Телеканала RU. TV — как это было. RU.TV. 25 травня 2019. Архів оригіналу за 3 червня 2021. Процитовано 29 квітня 2020.
21. ↑  Новости: В Москве с размахом прошла Международная премия для успешных женщин Successful Ladies Awards. Эксперт. 26 вересня 2019. Архів оригіналу за 5 лютого 2020. Процитовано 29 квітня 2020.
22. ↑  Блогеры отметили день рождения Instagram в Москве. Экспресс-Новости. 8 жовтня 2019. Процитовано 29 квітня 2020.